# Фарап
 Фарап (туркм. Farap, прежнее название Фараб) — город в Лебапском велаяте Туркменистана. Население 16 731 человек (2009).

## История

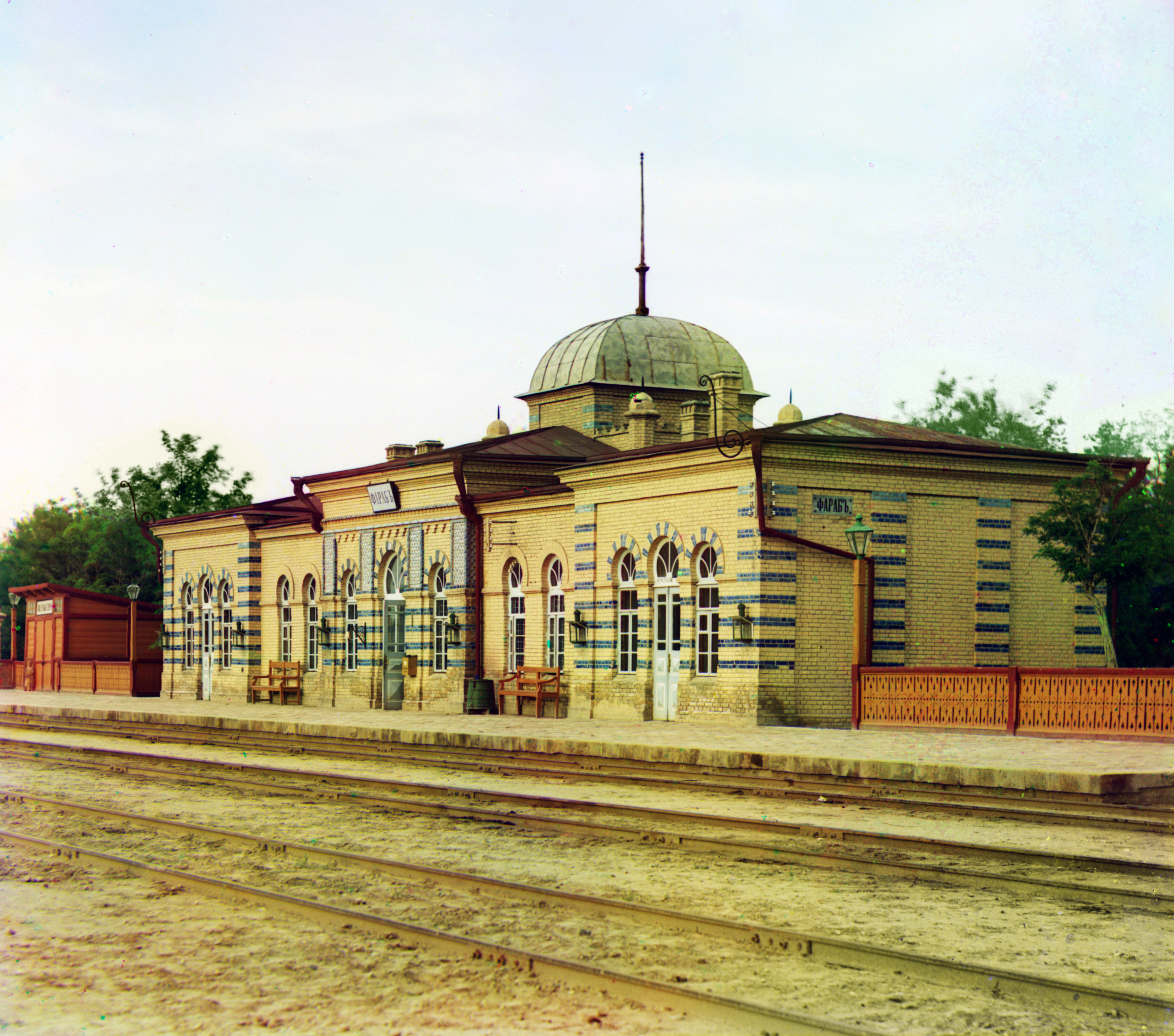
Вокзал Фараба в начале XX века. Фото С. М. Прокудина-Горского, 1911

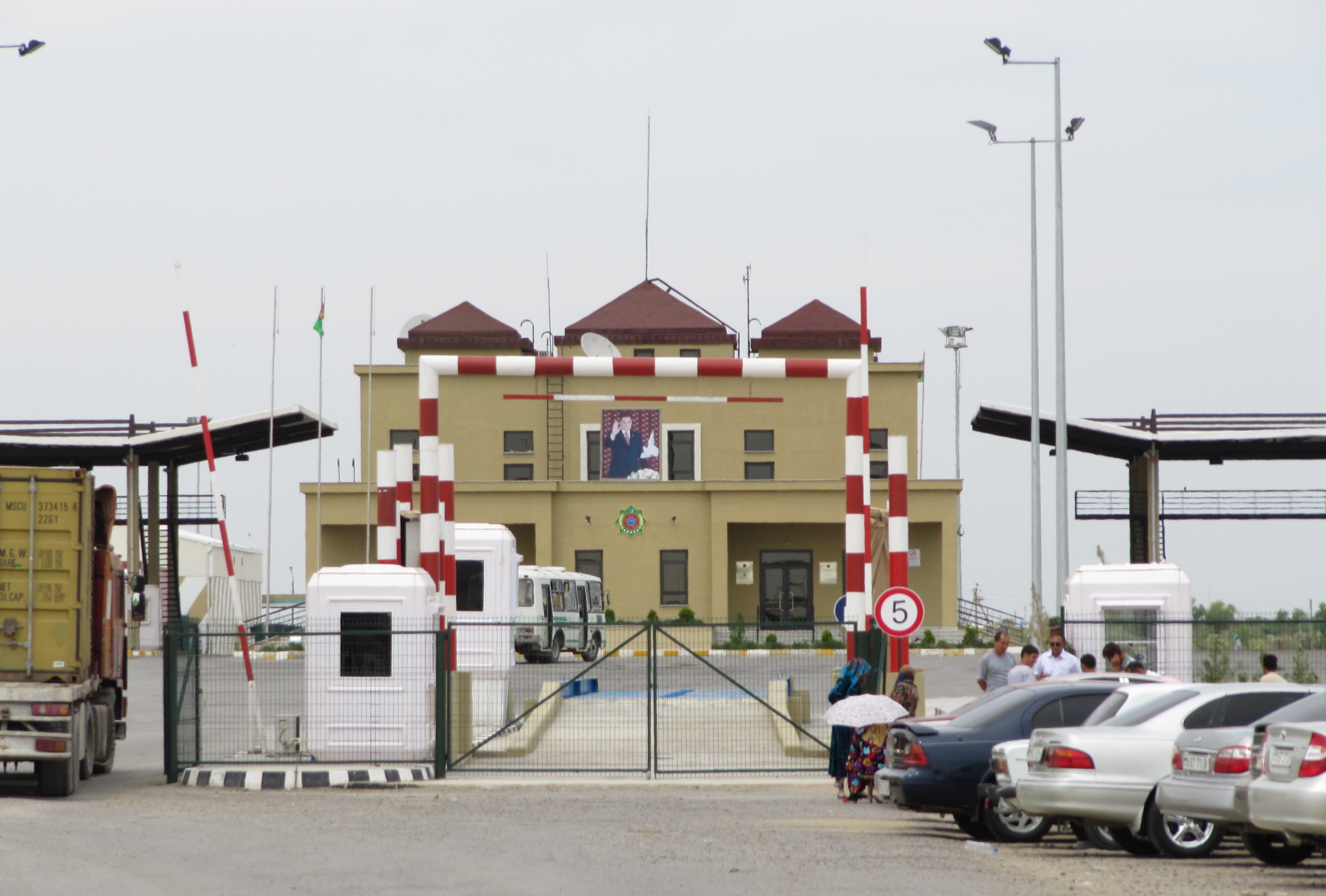
Пограничный пункт

Посёлок Фараб был центром Фарабского района Чарджоуской области Туркменской ССР, СССР. С 2016 года — город.
9 ноября 2022 года, в связи с ликвидацией Фарапского этрапа, центром которого был Фарап, вошёл в состав Чарджевского этрапа.

## География
Расположен в 8 км северо-западнее Туркменабада на правом берегу Амударьи и в 474 км от Ашхабада. Железнодорожная станция на линии Туркменабад — Фараб.

## Население
| Год             | 1959  | 1970  | 1979  | 1989  | 2009   | 2022   |
| --------------- | ----- | ----- | ----- | ----- | ------ | ------ |
| Население (чел) | 3 725 | 5 134 | 6 486 | 8 524 | 16 731 | 20 547 |

## Достопримечательности
- Железнодорожный вокзал
- Христианское кладбище
- Мусульманское кладбище